# Lago de Lessoc
O Lago Lessoc também denominado Lago de Montbovon é um lago originário numa barragem construída no Rio Saane entre Lessoc e Montbovon localidades do município de Haut-Intyamon, no Cantão de Friburgo, Suíça.
O lago tem uma superfície de 20 ha. A Barragem Lessoc apresenta uma parede com uma altura de 33 m e foi concluída em 1976.